# 41a Brigada Mixta (Exèrcit Popular de la República)
La 41a Brigada Mixta va ser una unitat de l'Exèrcit Popular de la República que va combatre durant la Guerra Civil Espanyola. Al llarg de la contesa va estar present al front de Madrid, sense tenir un paper rellevant.

## Historial
La unitat va ser creada el 26 de novembre de 1936 en el front madrileny, a partir de la columna manada pel tinent coronel Emilio Bueno Núñez del Prado. La nova unitat, que va quedar integrada en la 4a Divisió, va seguir sota el comandament del tinent coronel Bueno, amb el socialista Daniel Pool Gómez com a comissari polític i amb l'oficial de milícies Martínez Roldán com a cap d'Estat Major.
Al febrer de 1937 la 41a BM es trobava desplegada a Vallecas, sent enviada el dia 14 —en plena batalla del Jarama— a defensar el pont d'Arganda. Després rellevaria a la 1a Brigada Mixta a l'Espolón de Vaciamadrid. Al juliol va intervenir en la batalla de Brunete, inicialment com a unitat de reserva, i posteriorment participant de ple en els combats. Després del final de les operacions a Brunete la brigada va passar a cobrir Vallecas-Villaverde, on va romandre la resta de la contesa.
Al març de 1939, durant el cop de Casado, la unitat va donar suport a les forces «casadistes» i va prendre part en l'assalt al Ministeri de la Guerra.

## Comandaments
Comandants
- tinent coronel Emilio Bueno Núñez del Prado;[3][4]
- major de milícies Joan Mª Oliva Gumiel;[5]
- major de milícies Manuel Vizoso Esteban;
- capità de milícies Eusebio Serna Fernández;

Comissaris
- Daniel Pool Gómez, del PSOE;
- Arsenio Otero García, del PSOE;
- Camilo Rodríguez Corbacho;

Caps d'Estat Major
- oficial de milícies Martínez Roldán;
- capità de milícies Eusebio Sema Fernández;
- capità de milícies Tomás López de la Vieja Gertrudis;